# 中央町 (大府市)
中央町（ちゅうおうちょう）は、愛知県大府市の地名。現行行政地名は中央町一丁目から中央町七丁目。

## 地理
大府市中央部に位置する。東および西は大府町・南は朝日町・北は桃山町に接する。

## 歴史

### 町名の由来
大府市の中心であることから命名されたものである。

### 沿革
- 1982年（昭和57年） - 大府市大府町の一部により、同市中央町として成立[1]。

## 世帯数と人口
2019年（令和元年）7月31日現在の世帯数と人口は以下の通りである。
| 町丁   | 世帯数    | 人口    |
| ------ | --------- | ------- |
| 中央町 | 1,383世帯 | 3,133人 |

### 人口の変遷
国勢調査による人口の推移
| 1995年（平成7年）  | 2,309人 | [ 7 ]  |  |
| 2000年（平成12年） | 2,324人 | [ 8 ]  |  |
| 2005年（平成17年） | 2,725人 | [ 9 ]  |  |
| 2010年（平成22年） | 3,141人 | [ 10 ] |  |
| 2015年（平成27年） | 3,233人 | [ 11 ] |  |

## 学区
市立小・中学校に通う場合、学区は以下の通りとなる。また、公立高等学校全日制普通科に通う場合の学区は以下の通りとなる。
| 丁目         | 小学校                                | 中学校             | 高等学校 |
| ------------ | ------------------------------------- | ------------------ | -------- |
| 中央町一丁目 | 大府市立大府小学校                    | 大府市立大府中学校 | 尾張学区 |
| 中央町二丁目 | 大府市立大府小学校                    | 大府市立大府中学校 | 尾張学区 |
| 中央町三丁目 | 大府市立大府小学校                    | 大府市立大府中学校 | 尾張学区 |
| 中央町四丁目 | 大府市立大府小学校 大府市立大東小学校 | 大府市立大府中学校 | 尾張学区 |
| 中央町五丁目 | 大府市立大府小学校                    | 大府市立大府中学校 | 尾張学区 |
| 中央町六丁目 | 大府市立大府小学校 大府市立大東小学校 | 大府市立大府中学校 | 尾張学区 |
| 中央町七丁目 | 大府市立大府小学校 大府市立大東小学校 | 大府市立大府中学校 | 尾張学区 |

## 施設

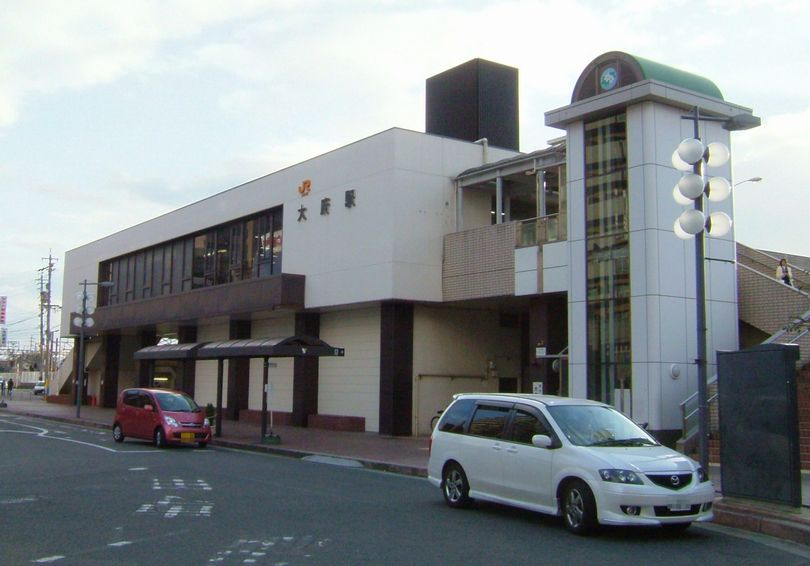
大府駅（2008年1月）

- 大府市役所[6]
- JR東海 東海道本線大府駅[6]
  - 東海警察署大府駅警察官詰所
  - 大府市健康にぎわいステーション KURUTOおおぶ（タニタカフェ）
- 大府市商工会館[6]
- 愛知用水会館[15]
- 大府市立大府公民館[6]
- 愛知県立桃陵高等学校[6]
  - 愛知県立大府もちのき特別支援学校桃花校舎
- 曹洞宗地蔵院[6]
- 高山神社[6]
  - 高山古墳[6]
- あいち知多農業協同組合 大府支店

## 交通
- JR東海道本線大府駅
- 国道155号[6]
- 愛知県道50号名古屋碧南線[6]
- 愛知県道253号横根大府線[6]

## その他

### 日本郵便
- 郵便番号 : 474-0025[4]（集配局：大府郵便局[16]）。